# Johann Grahsl

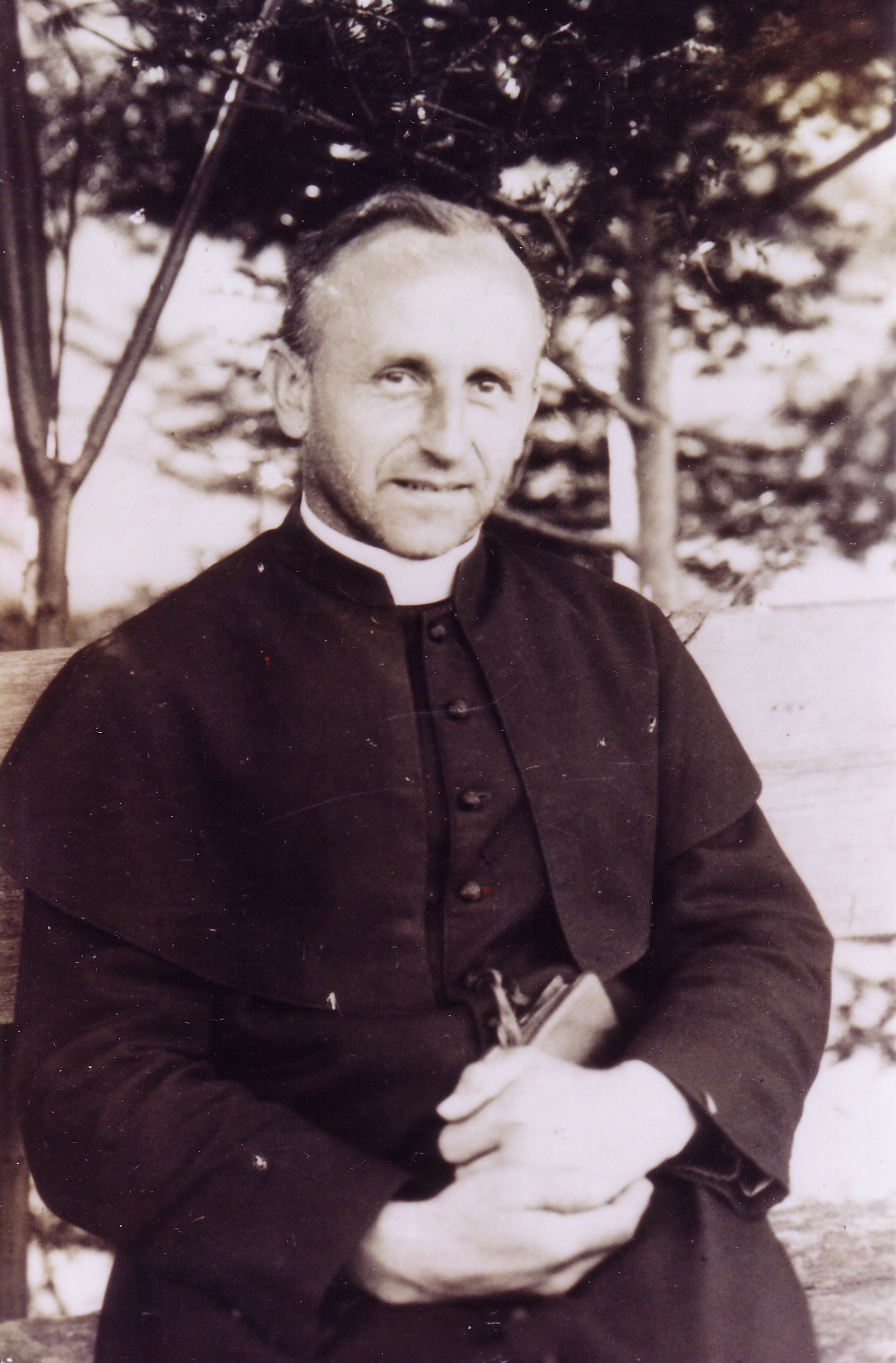
Johann Grahsl

Johann Grahsl (auch Johann Graßl; * 16. Dezember 1887 in Straden, Österreich-Ungarn; seit 5. April 1945 verschollen; am 13. Juli 1948 amtlich für tot erklärt) war ein österreichischer römisch-katholischer Priester und Opfer des Nationalsozialismus. Er wirkte 28 Jahre lang Pfarrer als in Gasen, wo er nach dem „Anschluss“ in das Visier der NSDAP geriet. In den letzten Kriegstagen wurde er mutmaßlich von SS-Offizieren entführt und ermordet.

## Leben

### Jugend und Ausbildung
Johann Grahsl kam 1887 als Sohn des Weinbauern Ignaz (* 1851) und dessen Frau Apollonia Grahsl (* 1846, geborene Maier, verwitwete Gollmann) im Haus vulgo Schusterpaul in Marktl bei Straden in der Südoststeiermark zur Welt. Johann war das jüngste von fünf Geschwistern, von denen zwei noch vor ihrem ersten Geburtstag starben. Seine Schwester Maria arbeitete später als Wärterin, sein Bruder Ignaz in Eibiswald als Briefträger. Grahsl soll in Graz ein Studium der Elektrotechnik begonnen, sich aber alsbald der Theologie zugewandt haben. Wie aus Zeitzeugengesprächen hervorging, wurde er während seiner Studienzeit Vater einer Tochter.
Im Alter von 23 Jahren empfing Johann Grahsl am 23. Juli 1911 die Priesterweihe. Danach war er zunächst bis Juli 1915 als Kaplan in Sankt Johann im Saggautal und anschließend bis August 1917 in derselben Funktion für die Pfarre Sankt Erhard in der Breitenau tätig.

### Pfarrer in Gasen

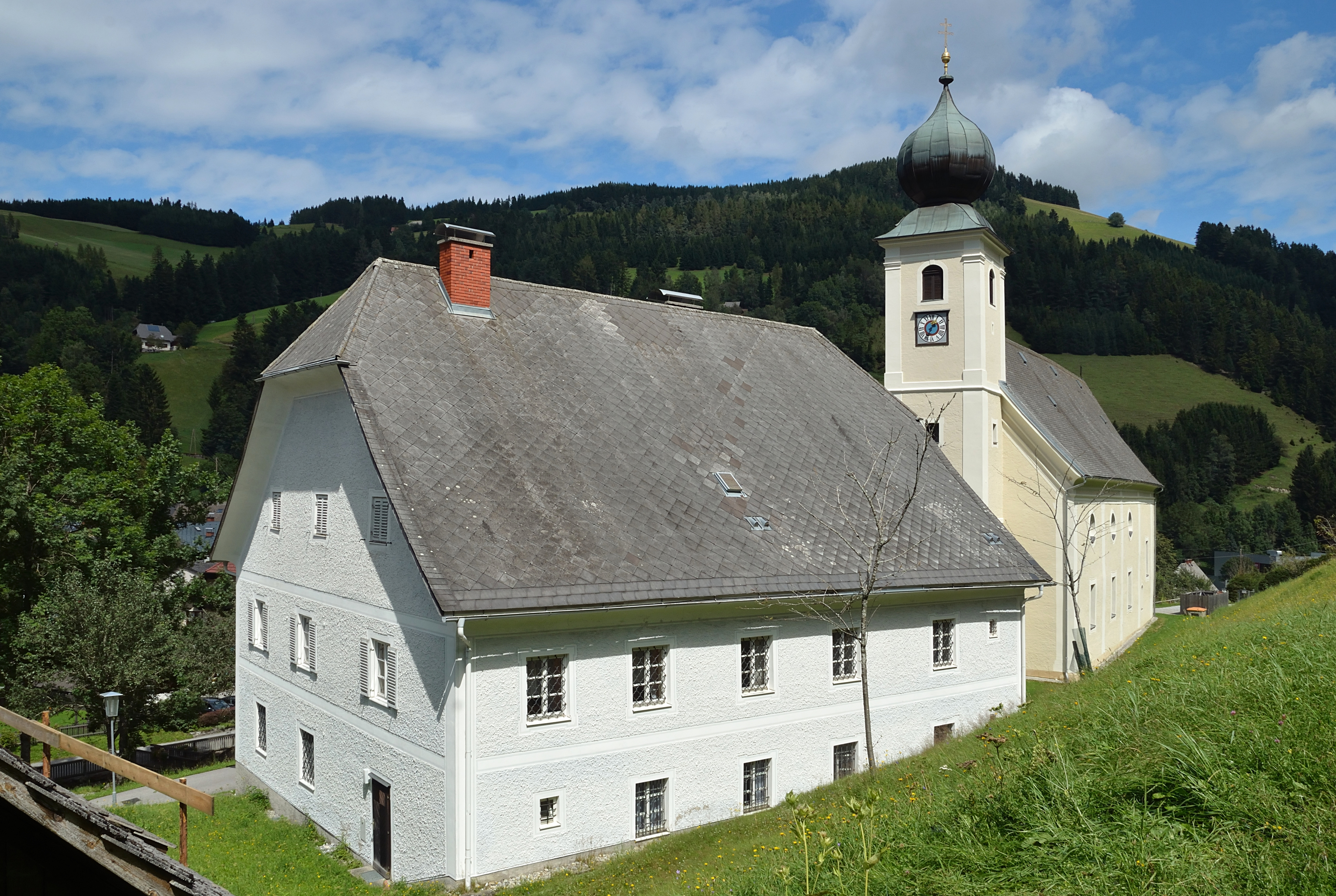
Pfarrhof und Kirche Gasen

Mit 1. September 1917 trat Grahsl die Stelle als Pfarrer in Gasen an, nachdem sein Vorgänger pensioniert worden war. 1918 weihte er einen neuen Kreuzweg ein und führte auf dem Höhepunkt der Spanischen Grippe Versehgänge im Ort durch. In den folgenden Jahren machte er sich um die Elektrifizierung seiner Pfarrgemeinde verdient. Als (bis zu seinem Tod) einziger geprüfter Elektromonteur des Ortes und Obmann der elektrischen Genossenschaft verlegte er die Leitungen im ersten Elektrizitätswerk von Gasen, im Pfarrhof und in der Kirche. Des Weiteren beteiligte er sich unentgeltlich an der Elektrifizierung der Pfarrkirche Birkfeld sowie des dortigen Jugendheims.
Johann Grahsl reparierte außerdem Uhren und Radios, half bei der Mechanisierung landwirtschaftlicher Betriebe und stand der überwiegend bäuerlichen Bevölkerung mit Hausmitteln für Mensch und Vieh sowie technischen Ratschlägen zur Seite. Selbst bei medizinischen Notfällen war er eine wichtige Anlaufstelle und verarztete die Leute, während ihm die Pfarrköchin als „Krankenschwester“ assistierte. Er bewirtschaftete die Gründe des Pfarrhofs eigenhändig, benutzte dabei als einer der ersten im Ort Kunstdünger und schaffte einen Benzinmotor an, den er bei Bedarf an die Bauern verlieh.
Wenngleich in weltlichen Angelegenheiten aufgeschlossen, galt Pfarrer Grahsl als konservativer Kleriker und soll etwa ledigen Müttern, selbst wenn sie seinen Gottesdiensten beiwohnten, mit ablehnender Haltung begegnet sein. Als Religionslehrer war er streng und beharrte im Rahmen der Erstkommunion auf der wortgetreuen Wiedergabe des Katechismus durch seine Prüflinge. Der Birkfelder Dechant Schweighofer fand nach einer Visitation im August 1932 lobende Worte für den Südoststeirer, attestierte ihm gut vorbereitete Predigten, „Verständnis für die Zeitverhältnisse und Liebe zum Volke“.
Während der Pfarrer bei den meisten Bewohnern Gasens ausgesprochen beliebt war, fiel er bei einzelnen Landwirten in Ungnade. So soll er zahlungsunfähigen Bauern die Gendarmerie vorbeigeschickt haben, um sie von ihren Höfen zu vertreiben. Ob der in Mitterbach als Gemeindekassier tätige Grahsl auf diese Weise als Schuldeneintreiber im Auftrag der örtlichen Vorschußkasse, einer Vorgängerin der Raiffeisenbank, handelte, ist nicht belegt.

### Grahsl im Nationalsozialismus
Wie bereits frühe Eintragungen in der Pfarrchronik zeigen, war Grahsl ein politisch interessierter Mensch. Nach dem Ersten Weltkrieg kommentierte er den Wechselkurs der Krone, ließ eine Abneigung für die Sozialdemokratie erkennen und lobte den christlichsozialen Bundeskanzler Ignaz Seipel als „wie von der Vorsehung gesandt“. 1934 bekundete er sein tiefes Bedauern über die während des Juliputsches erfolgte Ermordung des „Volkskanzlers“ Engelbert Dollfuß durch die „Nazisozi“ und ließ in der Kirche eine Trauerkundgebung abhalten. Drei Jahre später warnte er in der Pfarrchronik vor dem wachsenden Einfluss des Nationalsozialismus:

„Die heimliche Wühl- und Zersetzungspropaganda der Nationalsozialisten griff auch hier
immer mehr um sich. An entlegenen Orten und Almhütten halten sie geheime Zusammenkünfte,
um auf diese Weise den staatsfeindlichen Geist gegen Österreich auch der hiesigen
bäuerlichen Bevölkerung einzuimpfen. Bei diesen Apellen, so nannten sie die Zusammenkünfte,
wurden Reden gehalten und Flugblätter verteilt, in denen die kirchen- und
priestertreue Bevölkerung von Gasen sehr stark angegriffen wurde und Priester immer
wieder verleumdet wurden.“

Lokale NSDAP-Mitglieder forderten nach dem „Anschluss Österreichs“ Grahsls Versetzung mit der Begründung, er habe sich „seit Jahrzehnten als entschiedener Gegner der NSDAP gezeigt“. Ein entsprechendes Gesuch mit insgesamt 20 Unterschriften wurde vom Präsidium der Landeshauptmannschaft an das fürstbischöfliche Ordinariat der Diözese Graz-Seckau und von diesem an das Dekanat Weiz weitergeleitet. Nicht zuletzt aufgrund einer Gegenaktion mit 362 Unterschriften blieb die Versetzung in eine andere Pfarre aus. Grahsl wurde jedoch vom Kreisleiter verwarnt und sicherte zu, keine „gegen die Partei gerichteten Handlungen“ mehr zu unternehmen. Als der schulische Religionsunterricht verboten wurde, begann der Pfarrer in der Kirche Erbauungsstunden abzuhalten, zu denen er die Kinder teilweise direkt von der Schule abholte. Im Frühling 1940 feierte er nicht nur eine verbotene Fronleichnamsprozession, sondern verpasste danach auch das anlässlich des Einmarsches der Wehrmacht in Paris angeordnete Glockengeläut um einen Tag. Nach einer Anzeige beim NSDAP-Ortsgruppenleiter verbrachte er im darauffolgenden Juli fünf Tage in Graz in Gestapo-Haft. Im nächsten Frühjahr musste er wegen der Abhaltung eines Gottesdienstes zu Christi Himmelfahrt eine Geldstrafe von 150 Reichsmark bezahlen, die nach Einspruch auf 250 Reichsmark erhöht wurde. Fürstbischof Pawlikowski lobte Grahsl nach einer Visitation Anfang Juli 1944 demonstrativ:

„Ein ausgezeichneter, braver Pfarrseelsorger, sehr guter Katechet, opferwillig, versieht noch
immer bereitwillig diesen gebirgigen, schweren Posten; hält in allem tadellose Ordnung, ist
trotz bitterer Erfahrungen ungebrochen und heiter.“

### Entführung und Ermordung
Am Abend des 5. April 1945 verschwand Johann Grahsl spurlos von seiner Wirkungsstätte in Gasen. Laut Pfarrchronik fuhr nach 21 Uhr ein Wagen von Birkfeld kommend im Ort ein und hielt auf dem Dorfplatz. Zwei in Zivil gekleidete Männer stiegen aus und verlangten im Pfarrhof, den Pfarrer in einer dringenden Angelegenheit zu sprechen. Laut Aussage der Pfarrköchin Josefa Strahlhofer kam dieser in Hose, Strickweste und Hausschuhen bekleidet, aus seinem Schlafzimmer, ehe die beiden Männer mit ihm davonfuhren. Weil der Volkssturm auf Anordnung des NSDAP-Ortsgruppenleiters an jenem Abend nicht patrouillieren musste, konnte das Auto unbemerkt verschwinden. Zeugenberichten zufolge dürfte rund ein Dutzend Personen über die Entführungspläne Bescheid gewusst haben.
Die genauen Todesumstände Grahsls sind Gegenstand von Spekulationen. Zunächst sorgte eine weggezogene Gasenerin mit ihrer Aussage in der Ordinariatskanzlei, wonach sie den Pfarrer zwei Monate nach seinem Verschwinden in Begleitung zweier russischer Soldaten in Graz gesehen habe, für Aufsehen. Die sowjetische Kommandantur konnte auf Nachfrage jedoch keine Hinweise auf den Verbleib Grahsls liefern. Daneben kam das Gerücht auf, Grahsls Leichnam sei im Haslauer Graben in versteckter Lage vergraben worden. Der Pfarrprovisor und ein Maturant gruben einen Nachmittag im Gestrüpp, stießen dabei aber lediglich auf Kleidung und Munition.
Johann Grahsl wurde am 13. Juli 1948 offiziell für tot erklärt und fünf Monate später im Rahmen eines Trauergottesdienstes von seiner Pfarrgemeinde verabschiedet. Die Ende August 1945 eingeleiteten Ermittlungen des Landesgendarmeriekommandos wurden jedoch fortgesetzt. Anhand von Zeugenaussagen kamen die Polizeibeamten zu dem Schluss, dass die SS Grahsl liquidieren ließ, weil sie in ihm ein Mitglied des organisierten Widerstandes vermutete. Befragt wurden unter anderem der ehemalige Gasener NSDAP-Zellenleiter und der frühere Birkfelder Volkssturmkommandant. Nicht mehr verhört werden konnte der Ortsgruppenleiter, der in den letzten Kriegstagen gefallen war. Ein durch den Kommandanten belasteter früherer SS-Hauptsturmführer bestritt die gegen ihn gerichteten Vorwürfe von Mord und Kriegsverbrechen und kam 1954 aus der Untersuchungshaft frei. Noch im selben Jahr beging der ebenfalls inhaftierte Volksturmkommandant in seiner Zelle Suizid. Erst 1968 wurde das letzte Verfahren in der Causa Grahsl eingestellt. Es gab keine Verurteilungen.
Aufgrund des gesellschaftlichen Klimas im besetzten Nachkriegsösterreich blieb der Kriminalfall ungelöst. Wie sich später in privaten Gesprächen herausstellte, dürfte es zumindest eine Augenzeugin des Verbrechens gegeben haben: Die 80-jährige Ehefrau eines Birkfelder Gendarmen behauptete kurz vor ihrem Tod 1986, im April 1945 Zeugin einer Explosion geworden zu sein. Während der Feldarbeit auf einem Acker nahe der Baumgartmühle am Gasenbach hätte sich ein von zwei Soldaten auf Motorrädern begleiteter grauer Wagen genähert. Daraus seien zwei Männer ausgestiegen. Einen davon habe sie als den Arzt Emil Teuschel aus Birkfeld, einen langjährigen Freund Grahsls, identifizieren können, bei dem anderen habe es sich möglicherweise um den Pfarrer selbst gehandelt. Die beiden seien in eine Scheune auf dem Acker gesperrt und diese mit einer Handgranate in die Luft gesprengt worden. Diese nie von der Polizei aufgenommene Aussage deckt sich mit der Erinnerung zweier Schwestern aus Gasen, die 2023 zudem angaben, Grahsl sei vor seinem Tod im Reichsarbeitsdienstlager Haslau, zu jenem Zeitpunkt bereits ein SS-Stützpunkt, interniert worden.

## Würdigung

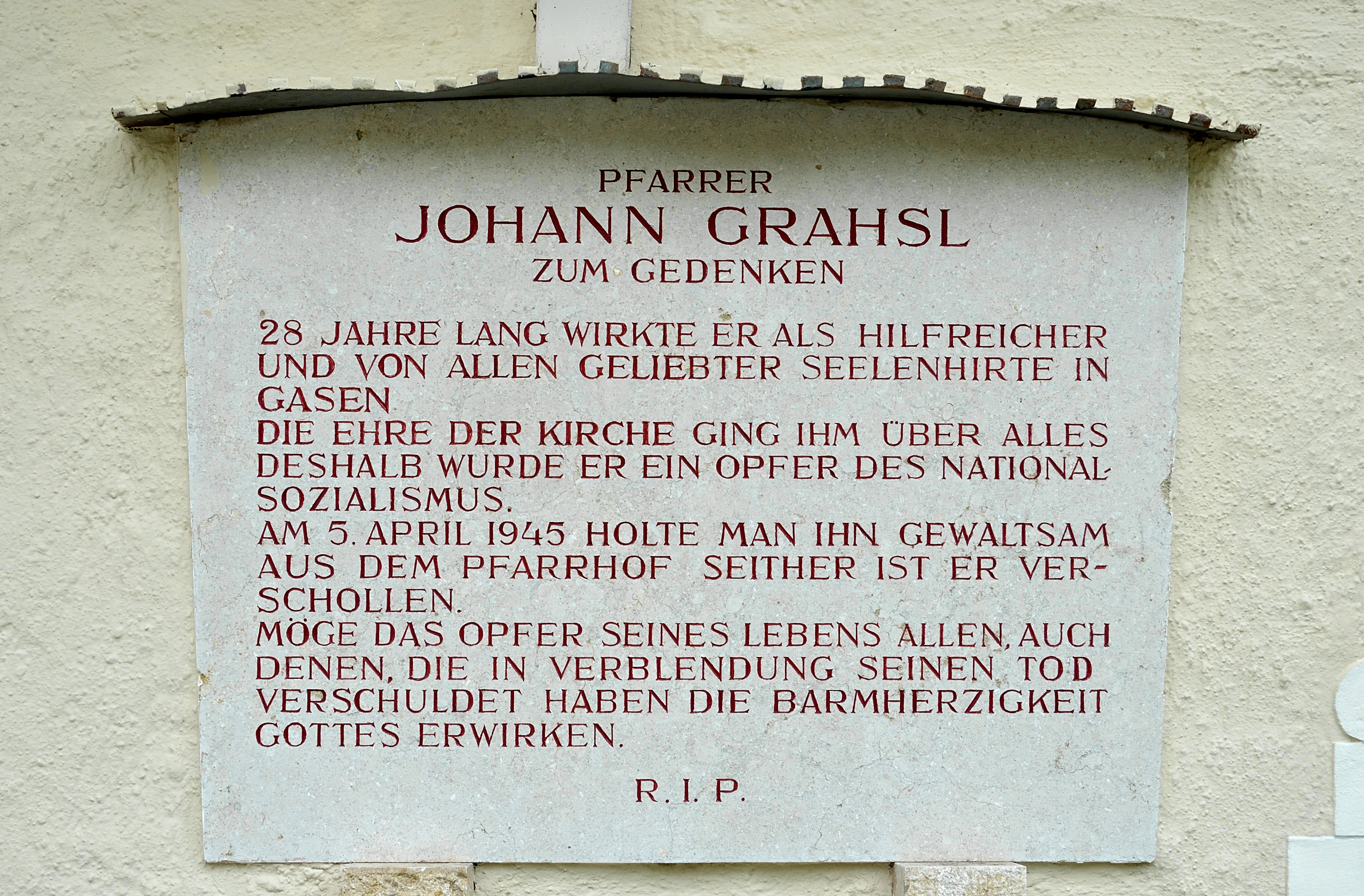
Gedenktafel an der Pfarrkirche

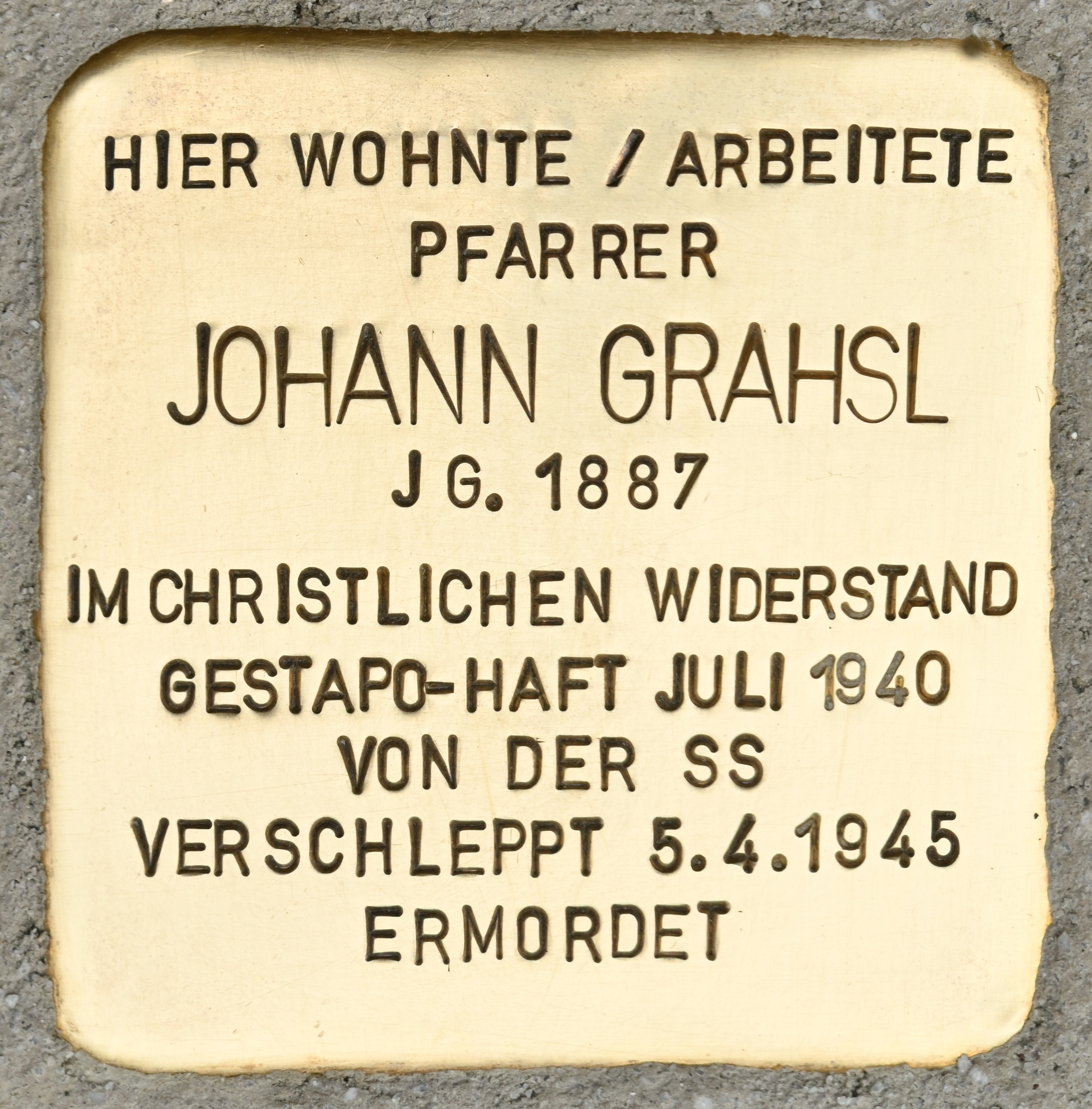
Stolperstein in Gasen

Bereits zu Lebzeiten wurden Johann Grahsl in Gasen mehrere Ehrungen zuteil. Am 29. November 1931 ernannte ihn der Gemeinderat von Mitterbach (heute Teil von Gasen) einstimmig zum Ehrenbürger. Anlässlich seines silbernen Priesterjubiläums folgten am 19. Juli 1936 die Gemeinden Gasen und Sonnleitberg (heute ebenfalls Teil der Gemeinde Gasen). Drei Jahre später wurde ihm durch das fürstbischöfliche Ordinariat auf Vorschlag des Dechanten Schweighofer der Ehrentitel „Geistlicher Rat“ verliehen.
Nach seinem Tod richtete die Gasener Bevölkerung die Kirchenbeleuchtung auf Anregung des Ortspfarrers Franz Grübler als „Pfarrer-Grahsl-Gedächtnislicht“ ein. 1959 ließ die Gemeinde an der Außenseite der Kirche eine Gedenktafel anbringen: Möge das Opfer seines Lebens allen, auch denen, die in Verblendung seinen Tod verschuldet haben, die Barmherzigkeit Gottes erwirken. Anlässlich des 80. Jahrestages seines Verschwindens verlegte der Verein für Gedenkkultur am 6. April 2025 auf der zweiten Stufe des Stiegenaufgangs zum Pfarrhof den 399. Stolperstein der Steiermark.